# Rosemary Svanberg-Nilsson
Rosemary Berit Svanberg-Nilsson, född 18 september 1942 i Malmö, är en svensk målare och tecknare.
Hon är dotter till konstnären Max Walter Waldemar Svanberg och Gunni Linea Kristina Sjöström och från 1965 gift med montören Bert-Åke Nilsson samt bror till Bo Walter Svanberg. Hon studerade konst och målning för sin far 1957–1962. Tillsammans med Anders Tosse genomförde hon i sin debututställning Fantasikonst på Galleri HS i Lund 1965 och hon medverkade därefter i samlingsutställningar med Skånes konstförening. Hennes konst som nära anknyter till faderns måleri består av spröda poetiska imaginationer och lyriska stämningar utförda i akvarell. Svanberg-Nilsson är representerad vid Helsingborgs museum.